# 公正な移行

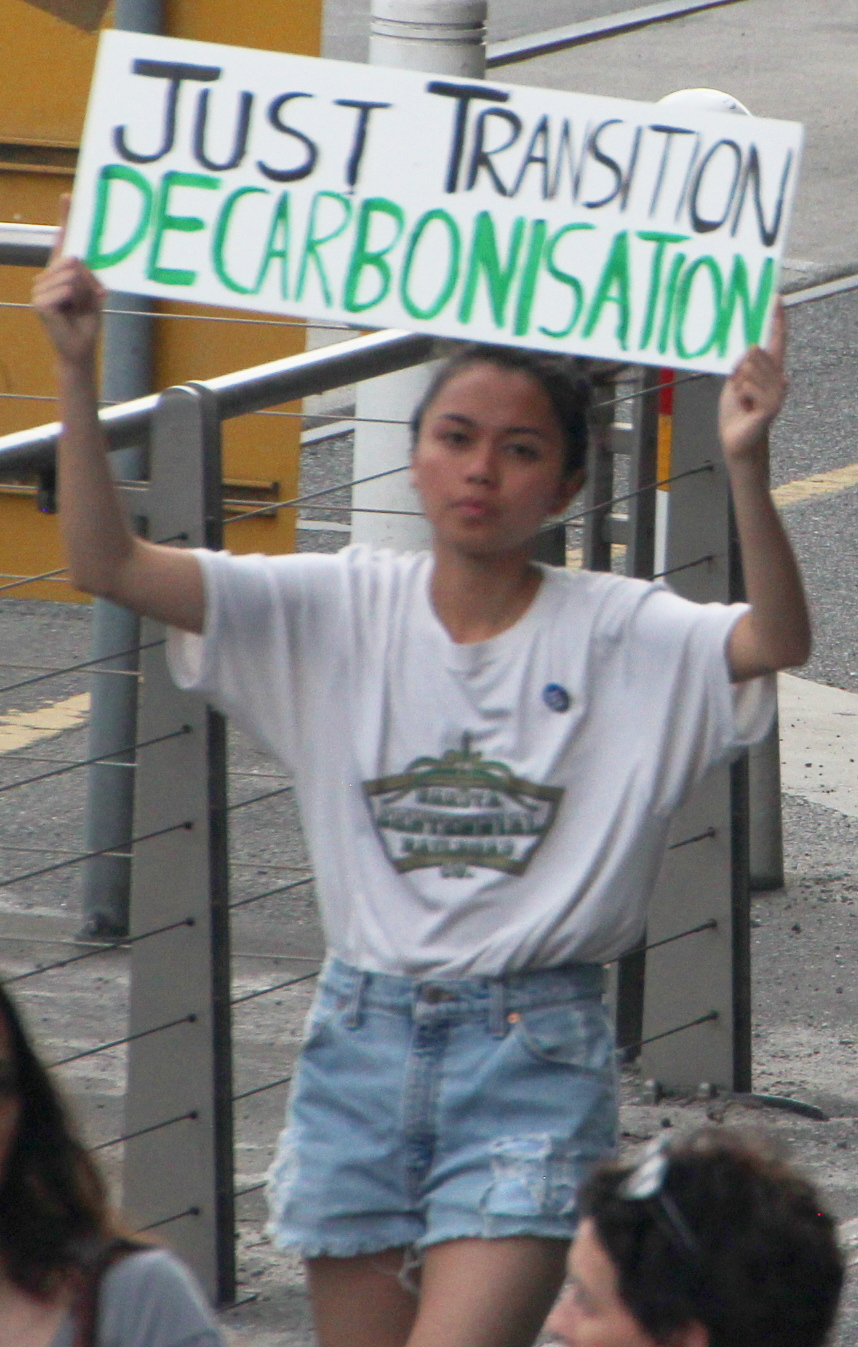
公正な移行を求めるメルボルンの抗議者

公正な移行(英語: Just Transition)は、経済が気候変動との戦いと生物多様性の保護を主とする持続可能な生産に移行する際に、労働者の権利と生計を確保するために必要なさまざまな社会的介入を網羅するために労働組合運動によって開発された枠組みである。これは、国際労働機関（ILO）、パリ協定の国連気候変動枠組条約（UNFCCC）、カトヴィツェ気候会議(COP24)、欧州連合など、さまざまな分野の政府機関によって国際的に承認されている。